# Абдеррахім Згіу
Абдеррахім Згіу (араб. عبد الرحيم زهيو; нар. 26 вересня 1985, Габес) — туніський легкоатлет, що спеціалізується на середніх та довгих дистанціях. Багаторазовий чемпіон та призер літніх Паралімпійських ігор.